# Championnat de Zambie de football 2008
Navigation
Saison précédente Saison suivante
La saison 2008 du Championnat de Zambie de football est la quarante-septième édition de la première division en Zambie. Les seize meilleures équipes du pays sont regroupées au sein d'une poule unique où elles s'affrontent deux fois, à domicile et à l'extérieur. En fin de saison, les quatre derniers du classement sont relégués et remplacés par les deux premiers de chacune des deux groupes géographiques de Zambian Second Division, la deuxième division zambienne.
C'est le club du ZESCO United FC, tenant du titre, qui remporte à nouveau le championnat cette saison après avoir terminé en tête du classement, avec trois points d'avance sur les Red Arrows FC et quatre sur les Green Buffaloes FC. C'est le deuxième titre de champion de Zambie de l'histoire du club, qui réussit même le doublé en s'imposant en finale de la Coupe de Zambie, face aux Power Dynamos FC.

## Les clubs participants
| - Konkola Blades FC - Power Dynamos FC - Chambishi FC - Promu de Second Division - Roan United FC - Green Buffaloes FC - Nchanga Rovers FC - Nkana FC - Promu de Second Division - Lusaka Dynamos FC | - Red Arrows FC - Zanaco FC - ZESCO United FC - Nkwazi FC - Promu de Second Division - Young Arrows FC - Green Eagles FC - Promu de Second Division - Kabwe Warriors FC - City of Lusaka FC |

## Compétition
Le barème de points servant à établir les classements se décompose ainsi :
- Victoire : 3 points
- Match nul : 1 point
- Défaite : 0 point

### Classement
| Rang | Équipe             | Pts | J  | G  | N  | P  | Bp | Bc | Diff |
| ---- | ------------------ | --- | -- | -- | -- | -- | -- | -- | ---- |
| 1    | ZESCO United FCTC  | 51  | 30 | 13 | 12 | 5  | 33 | 14 | +19  |
| 2    | Red Arrows FC      | 48  | 30 | 12 | 12 | 6  | 30 | 16 | +14  |
| 3    | Green Buffaloes FC | 47  | 30 | 13 | 8  | 9  | 33 | 23 | +10  |
| 4    | Zanaco FC          | 45  | 30 | 12 | 9  | 9  | 32 | 33 | -1   |
| 5    | Power Dynamos FC   | 44  | 30 | 11 | 11 | 8  | 31 | 23 | +8   |
| 6    | Kabwe Warriors FC  | 43  | 30 | 12 | 7  | 11 | 29 | 28 | +1   |
| 7    | Young Arrows FC    | 42  | 30 | 10 | 12 | 8  | 29 | 23 | +6   |
| 8    | City of Lusaka FC  | 40  | 30 | 10 | 10 | 10 | 24 | 23 | +1   |
| 9    | Konkola Blades FC  | 37  | 30 | 8  | 13 | 9  | 24 | 24 | 0    |
| 10   | Chambishi FCP      | 37  | 30 | 9  | 10 | 11 | 22 | 35 | -13  |
| 11   | Roan United FC     | 36  | 30 | 8  | 12 | 10 | 31 | 37 | -6   |
| 12   | Lusaka Dynamos FC  | 35  | 30 | 7  | 14 | 9  | 17 | 19 | -2   |
| 13   | Nchanga Rovers FC  | 35  | 30 | 8  | 11 | 11 | 21 | 29 | -8   |
| 14   | Nkana FCP          | 33  | 30 | 8  | 9  | 13 | 25 | 34 | -9   |
| 15   | Nkwazi FCP         | 32  | 30 | 7  | 11 | 12 | 20 | 30 | -10  |
| 16   | Green Eagles FCP   | 30  | 30 | 7  | 9  | 14 | 31 | 41 | -10  |

|  | Qualification pour la Ligue des champions de la CAF 2009                             |
|  | Qualification pour la Coupe de la confédération 2009                                 |
|  | Relégation directe en Second Division                                                |
|  | T : Tenant du titre C : Vainqueur de la Coupe de Zambie P : Promu de Second Division |

## Bilan de la saison
| Championnat de Zambie de football 2008 |                            |
| Champion                               | ZESCO United FC (2e titre) |
| Coupes et trophées                     |                            |
| Vainqueur de la Coupe de Zambie 2008   | ZESCO United FC            |
| Qualifications continentales           |                            |
| Ligue des champions de la CAF 2009     | ZESCO United FC            |
| Coupe de la confédération 2009         | Red Arrows FC              |
| Promotions et relégations              |                            |
| Promus en Premier League               | Forest Rangers FC          |
| Promus en Premier League               | Zamtel FC                  |
| Promus en Premier League               | Choma Eagles FC            |
| Promus en Premier League               | Nakambala Leopards FC      |
| Relégués en Second Division            | Nchanga Rovers FC          |
| Relégués en Second Division            | Nkana FC                   |
| Relégués en Second Division            | Nkwazi FC                  |
| Relégués en Second Division            | Green Eagles FC            |